# Esteban de Torrecilla y Manso
Esteban de Torrecilla y Manso (Badarán; 1568 – Madrid, 2 de abril de 1634) fue un religioso español originario de La Rioja que se desempeñó como inquisidor apostólico y regente del Consejo Supremo de Italia por el reino de Sicilia.

## Biografía
Esteban de Torrecilla y Manso nació en 1568 en Badarán, una localidad riojana perteneciente en aquel tiempo al adelantamiento mayor de Burgos, una división administrativa de la Corona de Castilla.
Comenzó estudio eclesiásticos, ordenándose presbítero en la Catedral de Burgos en 1594. Fue destinado a la parroquia de su localidad natal, Badarán, para más tarde ser nombrado canónigo de la Catedral de Calahorra.
Ya en el destino de Calahorra iniciaría un curso en el Santo Oficio como fiscal del tribunal de la Inquisición de Córdoba (uno de los dos primeros Consejos de la Suprema Inquisición). El inquisidor general Bernardo de Sandoval y Rojas lo nombró inquisidor apostólico del Santo Oficio del reino de Sicilia el 23 de junio de 1609.
Al viaje a Sicilia le acompañaría su sobrino Juan de Torrecilla y Manso, que entre otros cargos acabaría siendo arzobispo de Monreal.
Tras nueve años en Sicilia, fue destinado como inquisidor apostólico en el Santo Oficio de la Inquisición del reino de Cerdeña el 31 de enero de 1618. Otros nueve años más tarde, regresó a la Península ibérica al ser nombrado regente español por el Reino de Sicilia en el  Consejo Supremo de Italia en 1627 debido a la muerte de Antonio de Quintanadueñas y Villegas, marqués de la Floresta. Se mantuvo en el cargo hasta su muerte.
Tras su funeral, el cadáver fue conducido a la iglesia de Badarán, en la que fundó y dotó una capilla en vida. En la misma el escultor de Calahorra Juan de Amezqueta realizó su estatua funeraria en 1661.